# Joey LaCaze

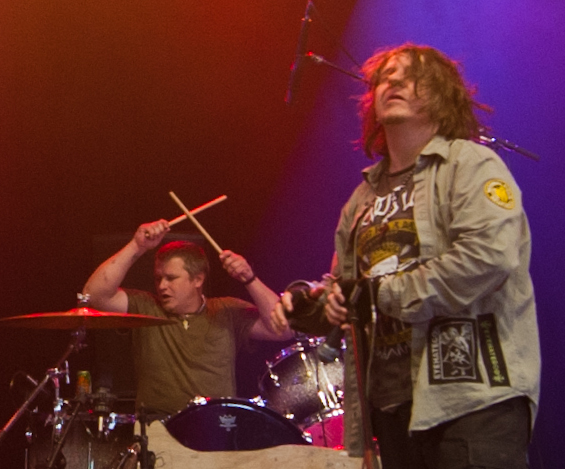
Mike IX Williams und Joey LaCaze im Hintergrund während des EyeHateGod-Auftritts beim Roskilde-Festival 2011

Joseph „Joey“ Monroe LaCaze (* 21. August 1971 in New Orleans; † 23. August 2013 ebenda) war ein US-amerikanischer Sludge-Schlagzeuger und Post-Industrial-Musiker.

## Werdegang
LaCaze war als Gründungsmitglied der Band EyeHateGod bekannt, darüber hinaus war er in den Bands The Mystick Krewe of Clearlight und Outlaw Order aktiv. Hinzukommend war er in New Orleans als Perkussionist für Voodoozeremonien tätig und unterhielt diverse experimentelle durch Noise und Industrial beeinflusste elektronische Soloprojekte, wie Hyperdermic-Stigmata, The Solemn Sickness Continuum und Magickal Child of Thelema deren Aufnahmen er überwiegend als MC und CD-R vertrieb.

## Tod
Nachdem EyeHateGod am 20. August eine Europatournee beendet hatte, starb Joey LaCaze am 23. August 2013 in seinem Haus in New Orleans an Atemversagen. Er wurde 42 Jahre alt.
Der Schlagzeuger litt schon seit seiner Jugend an schwerem Asthma. Mike Williams erklärte, dass LaCaze während der Europatournee am Schlafapnoe-Syndrom mit massiven Atemaussetzern gelitten hätte. EyeHateGod wandten sich einige Tage nach dem Tod des Bandmitgliedes an die Öffentlichkeit und gaben die Todesursache sowie die Einrichtung eines Spendenkontos bekannt. Als Todesursache benannten die untersuchenden Ärzte Atemversagen. Um LaCaze Tochter zu unterstützen, wurde durch die Band ein eigenes Spendenkonto eingerichtet. Eine Woche nach seinem Tod wurde LaCaze Asche im Rahmen einer Voodoozeremonie beigesetzt unter den Anwesenden waren die Familie des verstorbenen, Bandmitglieder und angehörige der Sludge-Szene von New Orleans, unter anderem Phil Anselmo.

## Postum
EyeHateGod, welche im Herbst 2013 ihr 25-jähriges Bandjubiläum mit Konzerten und Festivalauftritten feiern wollten, luden den Schlagzeuger Dale Crover von The Melvins für eine große Show auf dem Housecore Horror Fest in Austin am 27. Oktober 2013 ein und sagten die Hälfte der geplanten Konzerte ab. Williams bezeichnete den Auftritt der Band, das Statement Crovers und die Joey-Sprechchöre der Zuschauer als Tribut an den verstorbenen LaCaze. Trotz des Verlustes eines Freundes seit frühester Jugend und eines der Gründungsmitglieder war eine Auflösung der Band kein Thema für die restlichen Mitglieder von EyeHateGod, wie die verbleibenden Gründungsmitglieder Jimmy Bower und Mike Williams betonten. Zu dem Fortbestand der weiteren Projekte unter der Beteiligung von Lacaze gab es keine Stellungnahmen. Das im Mai 2014 erschienene Album EyeHateGod, welches noch vollständig von LaCaze eingespielt wurde, ist seinem Andenken gewidmet und auch der Titel des Albums wird von Mike Williams als Ehrerbietung bezeichnet.

„Es ergibt einfach so viel Sinn. Ich kann nicht wirklich erklären warum, aber es ist wie ein Neuanfang und sein Schlagzeug ist mit drauf und das Alles. Es erscheint einfach logisch. Als er starb, rutschte alles an seinen Platz und wir alle meinten ‘Yeah, selbstbetitelt’. Ich glaube, wir haben nicht mal wirklich darüber gesprochen, wir wussten es einfach.“

## Diskografie (Auswahl)
| Band                            | Veröffentlichung | Titel                                            | Label                                                |
| ------------------------------- | ---------------- | ------------------------------------------------ | ---------------------------------------------------- |
| EyeHateGod                      | 1990             | In the Name of Suffering                         | Intellectual Convulsion/Emetic Records/Century Media |
| EyeHateGod                      | 1993             | Take as Needed for Pain                          | Emetic Records/Century Media                         |
| EyeHateGod                      | 1996             | Dopesick                                         | Emetic Records/Century Media                         |
| EyeHateGod                      | 1997             | In These Black Days: Vol.1 (Split mit Anal Cunt) | Hydra Head Records                                   |
| EyeHateGod                      | 2000             | Southern Discomfort                              | Emetic Records/Century Media                         |
| EyeHateGod                      | 2000             | Confederacy of Ruined Lives                      | Century Media                                        |
| The Mystick Krewe of Clearlight | 2000             | The Mystick Krewe of Clearlight                  | Tee Pee Records                                      |
| EyeHateGod                      | 2001             | 10 Years of Abuse (and Still Broke) (Livealbum)  | Emetic Records/Century Media                         |
| Outlaw Order                    | 2003             | Legalize Crime (EP)                              | Southern Lord                                        |
| Outlaw Order                    | 2008             | Dragging Down the Enforcer                       | Season of Mist                                       |
| EyeHateGod                      | 2005             | Preaching the “End-Time” Message                 | Emetic Records                                       |
| EyeHateGod                      | 2014             | EyeHateGod                                       | Housecore Records/Century Media/Daymare Recordings   |